# Dorit David
Dorit David (* 1. November 1968 in Schwedt/Oder) ist eine deutsche Clownin, Schauspielerin und Theaterpädagogin sowie Schriftstellerin und Illustratorin.

## Leben
Dorit David wuchs in der ehemaligen DDR auf und wurde seit ihrer frühesten Kindheit künstlerisch unterstützt und gefördert. Als Malerin gewann die Autodidaktin bereits im Alter von 7 Jahren einen ersten internationalen Preis.
Nach ihrem Schulbesuch 1992 ging Dorit David nach Hannover, wo sie sich an der TuT Schule für Clown, Komik und Theater zur „staatlich anerkannten Clownin“ ausbilden ließ und anschließend als freiberufliche Schauspielerin sowie als Theaterpädagogin (BuT) tätig wurde.
1998 trat die Künstlerin der im selben Jahr gegründeten Improvisationstheatergruppe Hannover98 bei, die seitdem regelmäßig ein Mal im Monat im Kulturzentrum Faust in Linden auftritt. David ist zudem mit dem Theater fensterzurstadt verbunden.
Seit 2006 veröffentlichte Dorit David zahlreiche Illustrationen in den Verlagen Thieme und Beltz. Als Schriftstellerin und Illustratorin publiziert sie zudem im Synergia-Verlag.
Dorit David ist verheiratet und hat zwei Kinder.

## Schriften (Auswahl)
- Herr Feng Shui weint, Darmstadt: Synergia, 2007, ISBN 978-3-940392-05-3 und ISBN 3-940392-05-7; Inhaltstext
- Herr Feng Shui und die Farben, Darmstadt: Synergia, 2008, ISBN 978-3-940392-17-6; Inhaltstext
- Herr Du. Eine Liebe in Schwarzweiß, 1. Auflage, Darmstadt: Synergia, 2010, ISBN 978-3-940392-87-9
- Dirk David, Dorit David: WonderFool oder Ansichten aus dem Nichts, Darmstadt: Synergia, 2011, ISBN 978-3-939272-23-6; Inhaltstext
- Barbara Schult (Hrsg.), WiNFrieda W. Waldenström, Dorit David: Jakob Ameise und seine Freunde, ungekürzte Ausgabe mit Sonderteil, [Bonn, Servatiusstraße 39]: W. W. Waldenström, [2011], ISBN 978-3-00-033696-6
- Gefühl ohne Namen. Roman, 1. Auflage, Berlin: Querverlag, 2012, ISBN 978-3-89656-201-2; Inhaltstext
- Martin Raguse, Dorit David: Die Wichtelmütze oder Anna rettet Weihnachten, 6. Auflage, Hannover: M. Raguse, 2012
- Immer der Nase nach, Darmstadt: Synergia-Verlag, 2013, ISBN 978-3-939272-89-2; Inhaltstext
- Tür an Tür. Roman, 1. Auflage, Berlin: Querverlag, 2014, ISBN 978-3-89656-220-3; Inhaltstext
- Die Dritte. Roman, erste Auflage, Berlin: Querverlag GmbH, 2016, ISBN 978-3-89656-248-7